# Desmiphora uniformis
Desmiphora uniformis är en skalbaggsart som beskrevs av Maria Helena M. Galileo och Martins 2003. Desmiphora uniformis ingår i släktet Desmiphora och familjen långhorningar. Inga underarter finns listade i Catalogue of Life.